# Roberta Faccani
Roberta Faccani (Ancona, 1º luglio 1968) è una cantautrice e attrice italiana.

## Biografia
Si è diplomata nel 1995 al Centro Europeo di Toscolano (C.E.T.) di Mogol, e all'inizio della sua carriera ha alternato l'attività di cantautrice e attrice a quella di cantante live e tv per numerosi artisti italiani, tra cui Paola Turci, Ornella Vanoni, Adriano Celentano, Mario Lavezzi, Annalisa Minetti.
Nel 1990 si classifica seconda al Festival di Castrocaro
ed è ospite al Festival Leone d’Oro di Venezia.
Dal 1999 al 2000 interpreta a teatro il personaggio di Joanne nella versione italiana di Rent, il pluripremiato musical di Broadway, dove viene notata dal maestro Pavarotti.
I suoi fans di vecchia data la conoscono come "Mata" grazie al suo primo singolo da solista e autrice nel 2001, Rido, scritto insieme ad Angela Baraldi e Livio Visentin, già componente dei Lijao pubblicato sotto il nome appunto di Mata Faccani.
Dal 2002 al 2003 è nel cast originale di Pinocchio - il grande musical, con le musiche dei Pooh e la regia di Saverio Marconi.
Dal 2004 al 2010 è stata la voce dei Matia Bazar. Entra a far parte della formazione dopo aver partecipato ai provini annunciati per trovare la nuova cantante. Con loro inciderà tre album e un dvd live. Il debutto in pubblico con i Matia Bazar avviene al Festival di Sanremo 2005, con un brano di grande impatto dal titolo Grido d'amore, che si classifica al terzo posto Categoria "Gruppi".
Nel 2007 debutta anche come compositrice nel musical Streghe, un musical magico, di cui ha scritto musiche e liriche assieme a Stefano Calabrese.
Nel 2010 e nel 2011 interpreta a teatro il personaggio camaleontico della Regina di cuori in Alice nel Paese delle Meraviglie - Il musical riscuotendo consensi di critica e pubblico.
Nel 2012 esce il CD/DVD Un Po' Matt(I) Un Po' No (Controtempo Live Tour 20), omaggio ai Matia Bazar e anticipazione della sua nuova produzione discografica come cantautrice.
Nell'estate del 2013 esce il singolo Controtempo, che anticipa l'album del debutto da solista dal titolo Stato di grazia, di cui la Faccani scrive testi e musiche oltre a curarne la pre-produzione insieme a Giordano Tittarelli con cui fonda l'etichetta discografica "Bandidos Records" e apre la scuola per giovani artisti "La fabbrica del cantante-attore" a Castelplanio.
Dal 2013 al 2015 interpreta Lady Montecchi nell'opera moderna Romeo e Giulietta - Ama e cambia il mondo diretta da Giuliano Peparini e prodotta da David Zard, campione di incassi in tutti i teatri italiani e all'estero e con ben quattro repliche all'arena di Verona.
Il 28 novembre 2014 canta in mondovisione in onore di Papa Francesco a San Giovanni in Laterano nella manifestazione “terram in pacis” con l’orchestra diretta dal maestro Jacopo Sipari.
Nel 2015 scrive insieme a Giordano Tittarelli La lupa, il brano di punta che segna il ritorno discografico di Fiordaliso con l'album Frikando`. Roberta ha anche scritto Lazio generazione, brano per omaggiare la sua fede calcistica laziale e soprattutto il suo prozio Augusto Faccani, che è stato capitano della squadra nonché uno dei pionieri biancocelesti. Nel 2016 esce il brano Questo amore proibito nella compilation Giulietta Loves Romeo, duetto interpretato con Vittorio Matteucci e scritto insieme allo stesso Matteucci e Giordano Tittarelli.
Roberta ha composto il brano “Io mi amo” per la collega di musical Silvia Querci. Scrive anche “Anahera” e “Tutto è possibile”, i due brani simbolo di “Anahera”.
Nel 2017, oltre a comporre nuovi brani tra cui “Non sai il mio nome”, viene scelta da Renato Zero per interpretare due ruoli: Vita e Morte, nello spettacolo Zerovskij, solo per amore. Spettacolo scritto dallo stesso Zero con Vincenzo Incenzo, dove canta e recita a fianco del grande artista romano interpretando il doppio ruolo di Morte e Vita.
Prende parte al progetto Audio Bazar Experience a fianco dei colleghi Audio 2 e Tony Esposito, in cui i tre artisti ripropongono le canzoni più famose del repertorio Audio2, Esposito e Matia Bazar interagendo fra loro sul palco in due ore di concerto.
Nel 2018 pubblica il suo terzo album solista "Matrioska Italiana", omaggio alla musica italiana in Russia, contenente 11 cover e 3 inediti tra cui il singolo e video "L’altra metà di me". L’album è promosso in varie trasmissioni televisive nazionali.
Nello stesso anno è uscito il secondo singolo estratto dal titolo Ventiquattrore e il relativo video dalla regia di Domenico Liguori e nello stesso mese è tornata a vestire i panni di lady Montecchi nella nuova edizione di Romeo e Giulietta - Ama e cambia il mondo di Zard e Peparini.
Sempre nel 2018 consegue il diploma del corso di alta formazione per insegnanti di canto "Voice to Teach" organizzato dal foniatra Franco Fussi a Ravenna.
Nel 2019 è co-autrice del brano "A quando l'amore", l'inedito di Barbara Cola cantato per la prima volta alla finale della seconda edizione di "Ora o mai più".
Nel 2019 è in tour con Matrioska Italiana Il Tour e con lo spettacolo orchestrale Live Orchestra, collaborando anche con Vittorio De Scalzi dei New Trolls.
Sempre nel 2019 omaggia Mia Martini con lo spettacolo "Ti sento Mia", e scrive il brano "A quando l’amore?" per Barbara Cola, eseguito a Ora o mai più (Rai Uno) e incluso nella compilation distribuita da TV Sorrisi e Canzoni.
Partecipa anche al programma Millevoci su Canale Italia con 13 esibizioni, scrive due canzoni per Daphne Barillaro e "Ma che spettacolo" per Silvia Mezzanotte. È giudice e ospite canoro al talent show The Coach (7 Gold).
Il 4 e 5 aprile 2020 con l'inedito Quanta voglia di vita partecipa all'evento L'Italia in una stanza, su invito di OA Plus e MEI, per la raccolta fondi destinata all'emergenza Coronavirus.
Durante il Giugno 2020 arriva invece la collaborazione col gruppo metal degli Hania, da cui nasce Cuori in confusione, brano estivo che si rivelerà un buon successo di pubblico.
Sempre nel 2020 pubblica il singolo "Angeli", in duetto con la soprano Barbara De Santis, ultimo brano scritto da Franco Ciani. Partecipa anche all’evento benefico L’Italia in una stanza e al progetto Ancora uno spettacolo.
Nello stesso anno è giurata al festival internazionale del cortometraggio Tulipani di Seta Nera e partecipa come giudice alla finale del talent Fuoriclasse. Fa parte del corpo docente del format online Music.Life.Live.
Nel 2021 porta in scena lo show "Mata Matia Opera Rock" e partecipa per il quarto anno come vocal coach e giurata al festival Borgo in Canto. A dicembre esce "Male Male", singolo scritto per Kelly Joice feat. Fabrizio Bosso.
Nel 2022 è in giuria al Festival di San Marino, partner dell’Eurovision Song Contest.
Nel 2023 prepara come vocal coach Melissa Agliottone, vincitrice della prima edizione di The Voice Kids.
Nel maggio 2025 torna al cantautorato con il singolo e videoclip "Senza far rumore", in memoria dei 10 anni dalla scomparsa di Giancarlo Golzi, storico batterista e fondatore dei Matia Bazar.

## Discografia

### Discografia con i Matia Bazar

#### Album studio
- 2005 - Profili svelati
- 2007 - One1 Two2 Three3 Four4
- 2008 - One1 Two2 Three3 Four4 - Volume due

### Discografia solista

#### Album studio
- 2013 - Stato di Grazia
- 2017 - Matrioska Italiana

#### Album dal vivo
- 2012 - Un Po' Matt(i) A Un Po' No... ("Controtempo" Live Tour 2012)